# Alexander Shah
Alexander Shah (ur. 29 października 2002) – nepalski pływak, olimpijczyk z Tokio 2020. Specjalizuje się w stylu dowolnym na dystansach 50 i 100 m. Mistrz Nepalu w pływaniu.
Podczas igrzysk w Tokio był chorążym reprezentacji Nepalu.

## Życie prywatne
Pochodzi z mieszanej nepalsko-duńskiej rodziny - jego ojciec jest Nepalczykiem, a matka Dunką. Od 2021 studiuje na Uniwersytecie Fordham w Nowym Jorku.

## Udział w zawodach międzynarodowych
| Rok  | Impreza                                     | Miejsce      | Konkurencja                 | Eliminacje | Eliminacje | Półfinał | Półfinał | Finał | Finał   | Pozycja |
| Rok  | Impreza                                     | Miejsce      | Konkurencja                 | Czas       | Miejsce    | Czas     | Miejsce  | Czas  | Miejsce | Pozycja |
| ---- | ------------------------------------------- | ------------ | --------------------------- | ---------- | ---------- | -------- | -------- | ----- | ------- | ------- |
| 2017 | Mistrzostwa Świata Juniorów w Pływaniu 2017 | Indianapolis | 50 m st. dowolnym           | —          | —          | —        | —        | 26.18 | NO      | NO      |
| 2017 | Mistrzostwa Świata Juniorów w Pływaniu 2017 | Indianapolis | 100 m st. dowolnym          | —          | —          | —        | —        | 59.30 | NO      | NO      |
| 2019 | Nepalskie Igrzyska Narodowe 2019            | Nepalgańdź   | 50 m st. dowolnym           | —          | —          | —        | —        | 25.06 | 1.      | 1.      |
| 2019 | Nepalskie Igrzyska Narodowe 2019            | Nepalgańdź   | 100 m st. dowolnym          | —          | —          | —        | —        | 55.38 | 1.      | 1.      |
| 2019 | Farum Cup 2019                              | Farum        | 100 m st. dowolnym          | —          | —          | —        | —        | 57.41 | 8.      | 8.      |
| 2019 | Mistrzostwa Świata w Pływaniu 2019          | Gwangju      | 50 m st. dowolnym           | 25.38      | 101.       | NQ       | NQ       | NQ    | NQ      | 101.    |
| 2019 | Mistrzostwa Świata w Pływaniu 2019          | Gwangju      | 100 m st. dowolnym          | 56.28      | 102.       | NQ       | NQ       | NQ    | NQ      | 102.    |
| 2019 | Mistrzostwa Nepalu w Pływaniu 2019          | Nepal        | 50 m st. dowolnym           | —          | —          | —        | —        | 24.97 | 1.      | 1.      |
| 2019 | Asian Age Group Championships 2019          | Indie        | 50 m st. dowolnym           | DNS        | DNS        | NQ       | NQ       | NQ    | NQ      | 23.     |
| 2019 | Asian Age Group Championships 2019          | Indie        | 100 m st. dowolnym          | DNS        | DNS        | NQ       | NQ       | NQ    | NQ      | 20.     |
| 2019 | Asian Age Group Championships 2019          | Indie        | 200 m st. dowolnym          | DNS        | DNS        | NQ       | NQ       | NQ    | NQ      | 20.     |
| 2021 | Letnie Igrzyska Olimpijskie 2020            | Tokio        | 100 m st. dowolnym mężczyzn | 53.41      | 1          | NQ       | NQ       | NQ    | NQ      | 59.     |